# تسرنا رکا (ترگوویشته)
تسرنا رکا (به صربی: Crna Reka) یک منطقهٔ مسکونی در صربستان است که در ترگوویشته واقع شده‌است. تسرنا رکا ۴۱ نفر جمعیت دارد.